# Musculus abductor pollicis brevis
De musculus abductor pollicis brevis ('korte duimabductor') is een platte dunne spier in de duimmuis die die zich net onder de huid bevindt en fungeert als abductor van de duim. 
De spier heeft als origo het flexorretinaculum van de hand, de tuberkel van het os scaphoideum en soms ook van de os trapezium. De spier loopt lateraal naar beneden en heeft met een dunne, platte pees insertie in de laterale zijde van de basis van het eerste kootje van de duim en het kapsel van het metacarpofalangeale gewricht.
De musculus abductor pollicis brevis wordt aangestuurd door een tak van de nervus medianus (wortels C8-T1).
Abductie van de duim wordt gedefinieerd als de beweging van de duim naar voren, een richting loodrecht op de handpalm. De abductor pollicis brevis doet dit door zowel op het carpometacarpale gewricht als op het metacarpofalangeale gewricht in te werken.
De spier helpt ook bij oppositie en extensie van de duim.